# Hotel Olympik
Hotel Olympik je dominantní výšková budova v Karlíně v Praze 8, na adrese Sokolovská 615/138, Nekvasilova 615/30. Spolu s celým komplexem se nachází u sídliště Invalidovna a bývalého stadionu Čechie Karlín. Byl postaven především kvůli chystaným olympijským hrám v roce 1980, které se nakonec nekonaly v Praze, ale v Moskvě. V roce 1995 zde došlo požáru, při němž zahynulo 8 lidí.
Architektonicky se na stavbě podíleli architekti Josef Polák, Milan Rejchl, Vojtěch Šalda a Jan Zelený. Interiéry hotelu pak byly prací Zdeňka Wasserbauera a Rudolfa Hadravy.

## Historie
Výstavba hotelu Olympik byla zahájena v roce 1968 a otevřen byl v květnu 1971. Nabízel 318 pokojů a stal se tak největším hotelem v Československu. Byl jednou ze staveb realizovaných v rámci přípravy Prahy na pořadatelství letních olympijských her v roce 1980 (viz jeho název), tyto ambice měla Praha po pražském jaru. Měl sloužit jako ubytování pro sportovce. Okolo něho stojící sídliště Invalidovna mělo být olympijskou vesničkou. Po oznámení kandidatury Moskvy Praha svou kandidaturu stáhla.
Pět let poté byl rozšířen o další nízkopodlažní objekt „Olympik Garni" který jich přidal dalších 267. V roce 1981 došlo k přestavbě, v nejvyšším patře byla otevřena vyhlídková kavárna, později přeměněná na noční Havana club. Dne 6. června 1983 hrozilo zřícením několik uvolněných obkladů pláště budovy, dne 19. února 1984 voda z porušeného vodovodního řádu zaplavila 20 suterénních místností hotelu, restauraci a prodejnu Experiment.
V roce 1990 se hotel stal samostatným státním podnikem. Zároveň byly zahájen rekonstrukční práce. Byly vyměněny výtahy, telefonní ústředna, kompletně rekonstruována vstupní hala, vyměněna všechna okna a střešní krytina, rekonstruováno a modernizováno bylo i opláštění objektu.

### Požár
Navečer 26. května 1995 vypukl v 11. podlaží požár, který následně zachvátil 10. až 18. poschodí. Zemřelo při něm 8 lidí a 34 osob se zranilo, jde o jeden z nejtragičtějších požárů v historii Prahy. Jeho příčinou byl zřejmě nepořádek na ledničce, který po přehřátí vzplanul.

### 1995–současnost

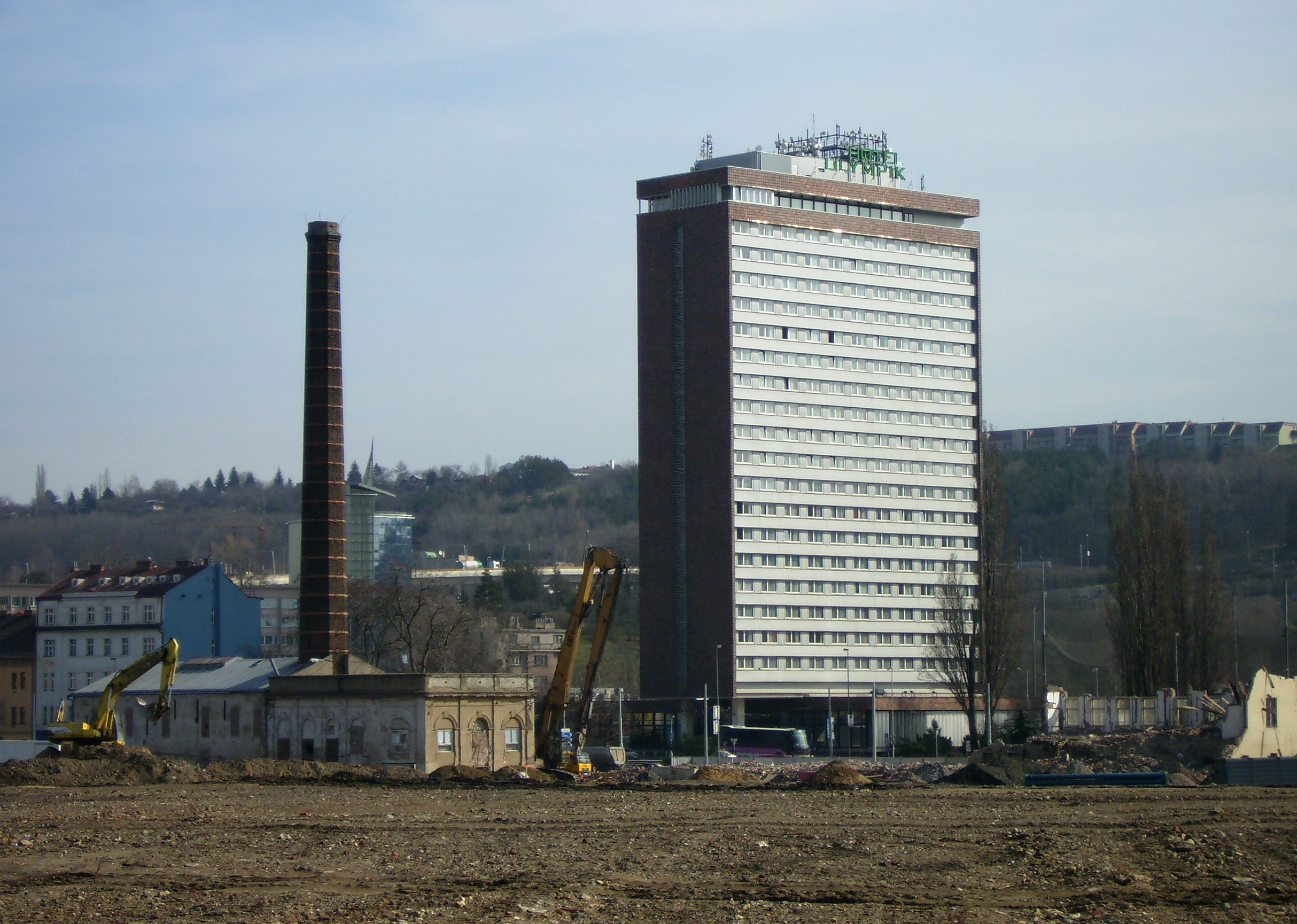
Hotel Olympik fotografovaný v roce 2008 z Rohanského ostrova přes zbořeniště továrny Rustonka

Hosté se sem mohli vrátit necelý měsíc po požáru. Zničené interiéry byly rekonstruovány a vybavení hotelu bylo doplněno o moderní požární signalizaci a protipožární zařízení.
V roce 2015 získal hotel novou fasádu. Její motiv má odkazovat k řecké mytologii, ačkoliv mnohým lidem připomíná spíše oheň.

## Ve filmu
Hotel se objevil v seriálu:
- Princip slasti (CZ, PL, UA, 2019, režie Dariusz Jabłoński)